# Balanopteryx locuples
Balanopteryx locuples is een insect uit de familie van de vlinderhaften (Ascalaphidae), die tot de orde netvleugeligen (Neuroptera) behoort. 
Balanopteryx locuples is voor het eerst wetenschappelijk beschreven door Karsch in 1889.